# 1982 UE2
1982 UE2 är en asteroid i huvudbältet som upptäcktes den 16 oktober 1982 av den tjeckiske astronomen Antonín Mrkos vid Kleť-observatoriet i Tjeckien.